# Falcunculus whitei
El silbador cabezón norteño  (Falcunculus whitei) es una especie de ave paseriforme de la familia Pachycephalidae endémica del norte de Australia, donde habita en bosques abiertos de eucalipto y zonas boscosas.

## Taxonomía
Existe un debate abierto entre los científicos sobre si las tres variedades de silbador cabezón son tres aves lo suficientemente diferentes para ser especies diferenciadas o si, por el contrario, son tres subespecies del mismo ave. 

## Descripción
Mide unos 15 cm siendo la especie más pequeña del género Falcunculus. Presenta un color verde amarillento en la espalda, las alas y la cola; mientras que las partes inferiores del cuerpo son de un color amarillo brillante. Las plumas primarias del interior de las alas son de color amarillo gastado. Tiene una cresta en la parte superior de la cabeza de color negro y una amplia mancha en la garganta de color negro en los machos y de color verdoso en las hembras. La cabeza es blanca atravesada por una banda longitudinal de color negro. Tiene un robusto pico negro y las patas son también de este color.

## Distribución y hábitat
El silbador cabezón norteño es endémico del norte de Australia, concretamente de las regiones Kimberley y Top End. Habita bosques tropicales húmedos y secos de eucaliptos además de las sabanas que cubren la mayor parte del norte de Australia. 

## Comportamiento
El silbador cabezón norteño es un ave diurna que ocupa el mismo territorio durante todo el año sin realizar migraciones. Normalmente se le encuentra en parejas o grupos pequeños familiares de hasta 5 individuos y, a veces, puede mezclarse con otras especies de aves.
Es un ave insectívora que se alimenta de cigarras, saltamontes, grillos, arañas, larvas de escarabajos, etc. Ocasionalmente, puede comer frutos y semillas. Se alimenta generalmente en la copa de los árboles donde busca invertebrados entre el follaje, bajo la corteja o en madera muerta. Con su fuerte pico hurga, pica y rasga la corteza y las ramas para acceder a las larvas que se esconden dentro.
La temporada de cría comienza con la estación húmeda. Las parejas empiezan a construir sus nidos entre septiembre-octubre y la puesta se alarga entre octubre y marzo. El nido tiene forma de copa y está hecho de hierba, tiras de corteza, ramitas y telarañas. Generalmente se coloca entre la unión de dos ramas en la copa de un árbol y los pájaros cortan las hojas de alrededor para dejar espacio. El período de incubación es de 18-20 días; participan ambos sexos aunque la hembra más que el macho. Los polluelos dependerán de su padres hasta marzo-abril. Suele poner dos o tres huevos pero generalmente sólo una cría sobrevive.

## Conservación
Está catalogado por la UICN como preocupación menor debido a que las poblaciones permanecen estables en su área de distribución. La población total se estima en unos 2.500 ejemplares maduros. Se encuentra amenazado por la destrucción y fragmentación de su hábitat (pastoreo, incendios, degradación ambiental).